# Sitalike
Sitalike è una circoscrizione rurale (rural ward) della Tanzania situata nel distretto di Nsimbo, regione di Katavi. Conta una popolazione di 22 860 abitanti (censimento 2022).